# Deflorita apicalis
Deflorita apicalis är en insektsart som först beskrevs av Tokuichi Shiraki 1930.  Deflorita apicalis ingår i släktet Deflorita och familjen vårtbitare. Inga underarter finns listade i Catalogue of Life.